# صناعة المعلوماتية
صناعة المعلوماتية أو صناعات المعلومات او شبيه لها من الاقتصاديات 
هي صناعات كثيفة المعلومات بطريقة أو بأخرى. وتعتبر من أهم القطاعات الاقتصادية لعدة أسباب.
هناك العديد من الأنواع المختلفة من الصناعات المعلوماتية، والعديد من الطرق المختلفة لتصنيفها. وعلى الرغم من عدم وجود طريقة معيارية أو طريقة مثلى لتنظيم هذه الآراء المختلفة، فإن القسم التالي يقدم استعراضا لما قد يستتبعه مصطلح «صناعة المعلوماتية»، ولماذا. والمفاهيم البديلة هي صناعة المعرفة والمهن المتصلة بالمعلومات. ويعرف مصطلح «صناعة المعلوماتية» في معظمه ببرمجة الحاسوب وتصميم النظم والاتصالات وغيرها.
أولا، هناك لا يوجد شركات تنتج وتبيع المعلومات في شكل سلع أو خدمات. ومن المحتمل أن تكون المنتجات الإعلامية مثل البرامج التلفزيونية والأفلام والكتب المنشورة والدوريات من أكثر الأجزاء المقبولة في ما يمكن أن تكون عليه السلع المعلوماتية. ولا تقدم بعض المعلومات باعتبارها سلع ملموسة بل كخدمة. فالاستشارات هي من بين أقل الأنواع إثارة للجدل كخدمة معلوماتية. ومع ذلك، فحتى بالنسبة لهذه الفئة، يمكن أن تحدث خلافات بسبب غموض مصطلح «المعلوماتية». فبالنسبة للبعض، المعلومات هي المعرفة حول موضوع ما، شيء يمكن للمرء أن يستخدمه لتحسين أداء الأنشطة الأخرى - أنها لا تشمل الفنون والترفيه. أما بالنسبة للبعض الآخر، فإن المعلومات شيء يتم معالجته واستهلاكه عقليا، إما لتحسين الأنشطة الأخرى (مثل الإنتاج) أو التمتع الشخصي؛ وسوف تشمل بالتالى الفنانين والمهندسين المعماريين. وبالنسبة لفئة ثالثه، فقد تتضمن المعلومات أي شيء له علاقة بالإحساس، وبالتالي قد تشمل صناعات المعلوماتية حتى أشياء مثل المطاعم والمتنزهات إلى الحد الذي يكون فيه الغذاء والمتنزهات طالما أنها مرتبطه بالحواس. وعلى الرغم من مشاكل التعريف، فإن الصناعات التي تنتج السلع والخدمات المعلوماتية تسمى صناعات المعلومات.
ثانيا، هناك خدمات معالجة المعلومات. وتتطلب بعض الخدمات، مثل الخدمات القانونية، والخدمات المصرفية، والتأمين، وبرمجة الحاسوب، ومعالجة البيانات، والاختبار، وأبحاث السوق، معالجة للمعلومات بشكل ذهني مُركز. على الرغم من أن هذه الخدمات لا توفر بالضرورة معلوماتاً، فإنها غالبا ما توفر الخبرة في اتخاذ القرارات نيابة عن العملاء. ويمكن اعتبار هذه الأنواع من الصناعات الخدمية جزءا من الصناعات المتخصصة كثيفة المعرفة والتي يعهد لجهات خارجية القيام بها..
ثالثا، هناك صناعات حيوية لنشر السلع المعلوماتية المذكورة أعلاه. فعلى سبيل المثال، لا تنتج صناعات الهاتف والبث والكتاب بالتجزئة الكثير من المعلومات، ولكن أعمالها الأساسية هي نشر المعلومات التي ينتجها الآخرون. وتتناول هذه الصناعات في الغالب المعلومات ويمكن تمييزها عن الصناعات بالجملة أو التجزئة بشكل عام. ومن قبيل المصادفة أن يجادل البعض بأن بعض هذه الصناعات قائمة بشكل منفصل عن الصناعات الأكثر وضوحا للإنتاج. فعلى سبيل المثال، تنتج محطات الإذاعة في الولايات المتحدة وبعض البلدان الأخرى كمية محدودة جدا من البرامج التي تبثها. ولكن هذا ليس الشكل الوحيد الممكن لتقسيم العمل. وإذا كانت الظروف القانونية والاقتصادية والثقافية والتاريخية مختلفة، فقد تكون هيئات البث هي منتجي برامجها الخاصة. لذلك، من أجل التقاط المعلومات المتعلقة بأنشطة الاقتصاد، قد يكون فكرة جيدة لتشمل هذا النوع من الصناعة. وتظهر هذه الصناعات كم من الاقتصاد يتعلق بالمعلومات، بدلا من المواد. ومن المفيد التمييز بين إنتاج المعلومات القيمة من معالجة تلك المعلومات بطريقة متطورة، من حركة المعلومات.
رابعا، هناك مصنعو أجهزة معالجة المعلومات التي تتطلب البحث واتخاذ القرارات المتطورة. وهذه المنتجات حيوية بالنسبة لأنشطة تجهيز المعلومات للصناعات المذكورة أعلاه. وتشمل المنتجات أجهزة الكمبيوتر من مختلف المستويات والعديد من الأجهزة الدقيقة الأخرى، فضلا عن برامج الكمبيوتر. آلات الطباعة والنسخ والقياس وتسجيل أنواع مختلفة، إلكترونية أو غير ذلك، هي أيضا في هذه الفئة. ويتمثل دور هذه الأدوات في أتمتة بعض أنشطة تجهيز المعلومات. قد يكون استخدام بعض هذه الأدوات بسيطا جدا (كما هو الحال في بعض الطباعة)، وقد تكون المعالجة التي تقوم بها الأدوات بسيطة جدا (كما هو الحال في النسخ وبعض العمليات الحسابية) بدلا من الفكر والمتطورة. وبعبارة أخرى، فإن تخصص هذه الصناعات في الاقتصاد ليس إنتاج المعلومات ولا اتخاذ قرارات متطورة. وبدلا من ذلك، يعمل هذا القطاع كبنية أساسية لتلك الأنشطة، مما يجعل إنتاج المعلومات وخدمات صنع القرار أقل كفاءة بكثير. وبالإضافة إلى ذلك، تميل هذه الصناعات إلى أن تكون «التكنولوجيا الفائقة» أو البحث المكثف - في محاولة لإيجاد طرق أكثر كفاءة لتعزيز كفاءة إنتاج المعلومات واتخاذ القرارات المتطورة. على سبيل المثال، وظيفة آلة حاسبة قياسية بسيطة جدا وأنه من السهل لكيفية استخدامه. ومع ذلك، تصنيع آلة حاسبة قياسية تعمل بشكل جيد يأخذ الكثير من العمليات، أكثر بكثير من مهمة حساب يؤديها المستخدمين.
خامسا، هناك صناعات كثيفة البحوث لا تعمل كهيكل أساسي لإنتاج المعلومات أو لإتخاذ قرارات متطورة. فالصيدلانية، وتجهيز الأغذية، وبعض تصميم الملابس، وبعض الصناعات الأخرى «فائقة التكنولوجيا» تنتمي لهذا النوع. وهذه المنتجات ليست حصرياً لإنتاج المعلومات أو اتخاذ القرارات المتطورة، وعلى الرغم من أن العديد منها مفيدة. فبعض الخدمات، مثل الفحص الطبي هي من هذه الفئة أيضا. ويمكن القول إن هذه الصناعات تنطوي على قدر كبير من صنع القرار المتطور، بالرغم من أن هذا الجزء يقترن بأنشطة التصنيع أو «غير المعلوماتي».
وأخيرا، هناك صناعات غيركثيفة البحوث، ولكنها تعمل كبنية تحتية لإنتاج المعلومات واتخاذ القرارات المتطورة. فتصنيع أثاث المكاتب مثالا جيدا لذلك، بالرغم من أنه ينطوي أحيانا على بحوث في بيئة العمل وتطوير مواد جديدة.
وكما ذكر أعلاه، فإن قائمة المرشحين للصناعات المعلوماتية ليست طريقة نهائية لتنظيم الاختلافات التي قد يوليها الباحثون الاهتمام عند تعريفهم للمصطلح. ومن بين الصعوبات، على سبيل المثال، موقف صناعة الإعلان.

## الأهمية
وتعتبر صناعات المعلومات مهمة لعدة أسباب. فحتى بين الخبراء الذين يعتقدون بأن الصناعات المعلوماتية مهمة، فقد توجد خلافات فيما بينهم حول سبب القبول والرفض.
أولا، صناعات المعلومات هي جزء سريع النمو من الاقتصاد. ويزداد الطلب على السلع والخدمات المعلوماتية من المستهلكين. وفي حالة المستهلكين، فإن والوسائط المعلوماتية، تشمل الموسيقى والصور المتحركة، والحواسيب الشخصية، والصناعات ذات الصلة بالفيديو، فهي من بين الصناعات المعلوماتية. وفي حالة الأعمال التجارية، تشمل صناعات المعلومات البرمجة الحاسوبية، وتصميم النظام، وما يسمى ب "FIRE" (التمويل finance، والتأمين insurance، والعقارات real estate)، وصناعة الاتصالات، وغيرها. وعندما ينمو الطلب على هذه الصناعات على الصعيد الوطني أو الدولي، فإن ذلك يخلق فرصة لاقتصاد حضري أو إقليمي أو وطني ينمو بسرعة من خلال التخصص في هذه القطاعات.
ثانيا، ينظر للصناعات المعلوماتية كوسيلة لتعزيز الابتكار والإنتاجية في الصناعات الأخرى. فالاقتصاد الذي يتمتع بصناعة معلوماتية قوية قد يكون أكثر قدرة على المنافسة من غيره من الاقتصادات، مع تساوي العوامل الأخرى.
وثالثا، يعتقد البعض أن تأثير التغيرات في الهيكل الاقتصادي (أو مكونات الصناعات داخل الاقتصاد) يرتبط بالتغيير الاجتماعي الأوسع نطاقا. ومع تحول المعلومات كمحور مركزي لأنشطتنا الاقتصادية، فإننا نتطور إلى «مجتمع معلوماتي»، ومع زيادة الدور الذي تلعبه وسائل الإعلام الجماهيرية والتكنولوجيات الرقمية وغيرها من الأنشطة المرتبطة بالمعلومات في حياتنا اليومية مثل الأنشطة الترفيهية والحياة الاجتماعية والعمل والسياسة والتعليم، والفن، والعديد من الجوانب الأخرى للمجتمع.